# Železniční trať Hronská Dúbrava – Banská Štiavnica
Železniční trať Hronská Dúbrava – Banská Štiavnica (nazývaná také Trať mládeže, v jízdním řádu pro veřejnost označena jako železniční trať číslo 154) je jednokolejná horská železniční trať vedoucí údolím potoka Jasenica, spojující Banskou Štiavnici s Hronskou Dúbravou.

## Historie
Banská Štiavnica patřila v minulosti díky těžbě vzácných kovů mezi nejdůležitější města monarchie. Koncem 18. století byla Štiavnica s více než 20 000 obyvateli (s poddanskými vesnicemi) druhým největším sídlem na Slovensku těsně za Bratislavou. V roce 1870 proto začala stavba úzkorozchodné železnice z Hronské Dúbravy s rozchodem jeden metr. Trať byla zprovozněna v srpnu 1873 jako první veřejná úzkorozchodná parní železnice v tehdejším Uhersku. Parní vlak dostal pojmenování „Štiavnická Anča“, které se dosud lokálně používá k označení vlakové soupravy provozované na této trati.
Během existence Slovenského státu byla mezi prioritami dopravního propojení i železnice s normálním rozchodem do Banské Štiavnice. Výstavba nové tratě s normálním rozchodem začala slavnostním výkopem 6. října 1943. V roce 1944 byly práce pod vlivem probíhajících bojů druhé světové války zastaveny.
Po válce byly nejprve obnovovány poškozené úseky důležitějších koridorů a význam spojovacích a málo frekventovaných tratí, jak byla tato, výrazně poklesl. Navíc štiavnická železnice byla rozestavěná jen na části trati a na některých úsecích nebyla výstavba vůbec zahájena. Namísto opětovného plánovaného začátku prací v roce 1946 hrozilo definitivní zastavení stavby.

### Trať mládeže
Záchranou výstavby byl závazek ústředí Svazu slovenské mládeže, přijatý na konferenci 27. října 1947, že trať dokončí a předá do 28. října 1949 do užívání. Po komunistickém převratu v únoru 1948 dostal projekt název Trať mládeže. Tehdejší nejvyšší představitel Slovenska, předseda Sboru pověřenců Gustáv Husák otevíral výkop stavby 1. dubna 1948. Samotné práce na trati oficiálně začaly 5. dubna. Stavbu navštívil i Klement Gottwald.
Trať mládeže byla jedna z prvních velkých propagandistických staveb mládeže na Slovensku. Na stavbě se vystřídalo 47 162 mladých lidí. Většina z nich byla z Československa, ale 1 601 jich přišlo ze zahraničí (z Albánie, Alžírska, Británie, Bulharska, Francie, Indie, Maďarska, Norska, Polska, Rakouska a Ukrajiny). Pracovali většinou zdarma (kromě placených organizátorů).
„Nepřišli jsme pracovat pro peníze, spojoval nás pracovní elán a chtěli jsme dokázat, že umíme něco udělat. Každý večer se vyhodnocovalo, kdo jak pracoval a ti nejlepší byli na závěr prohlášeni za úderníky. Po odpracování šesti hodin jsme sportovali, po večerech jsme měli táboráky, při kterých jsme zpívali slovenské lidové písničky a právě odtud vzešel i soubor Lúčnica.“ — Účastnice stavby Dalma Štepáneková  
Myšlenka využití stavby železnice k propagandě socialismu mezi mladými pocházela z Jugoslávie. Železniční trať Bosanski Šamac – Sarajevo byla dobudována „mládežníky“ právě v roce 1947. Důkazem podobnosti jsou stejná hesla: „Mi gradimo prugu – pruga gradi nas“ (My stavíme trať – trať staví nás), jakož i osobní vyjádření velitele hlavního štábu brigád Trati mládeže Mira Tomana, který se stavby železnice Šamac – Sarajevo zúčastnil a také zavedl pozdrav jugoslávských brigádníků „Zdravo!“ a oslovování bratr a sestra, ale i vyhlašování úderníků.

### Pozdější historie

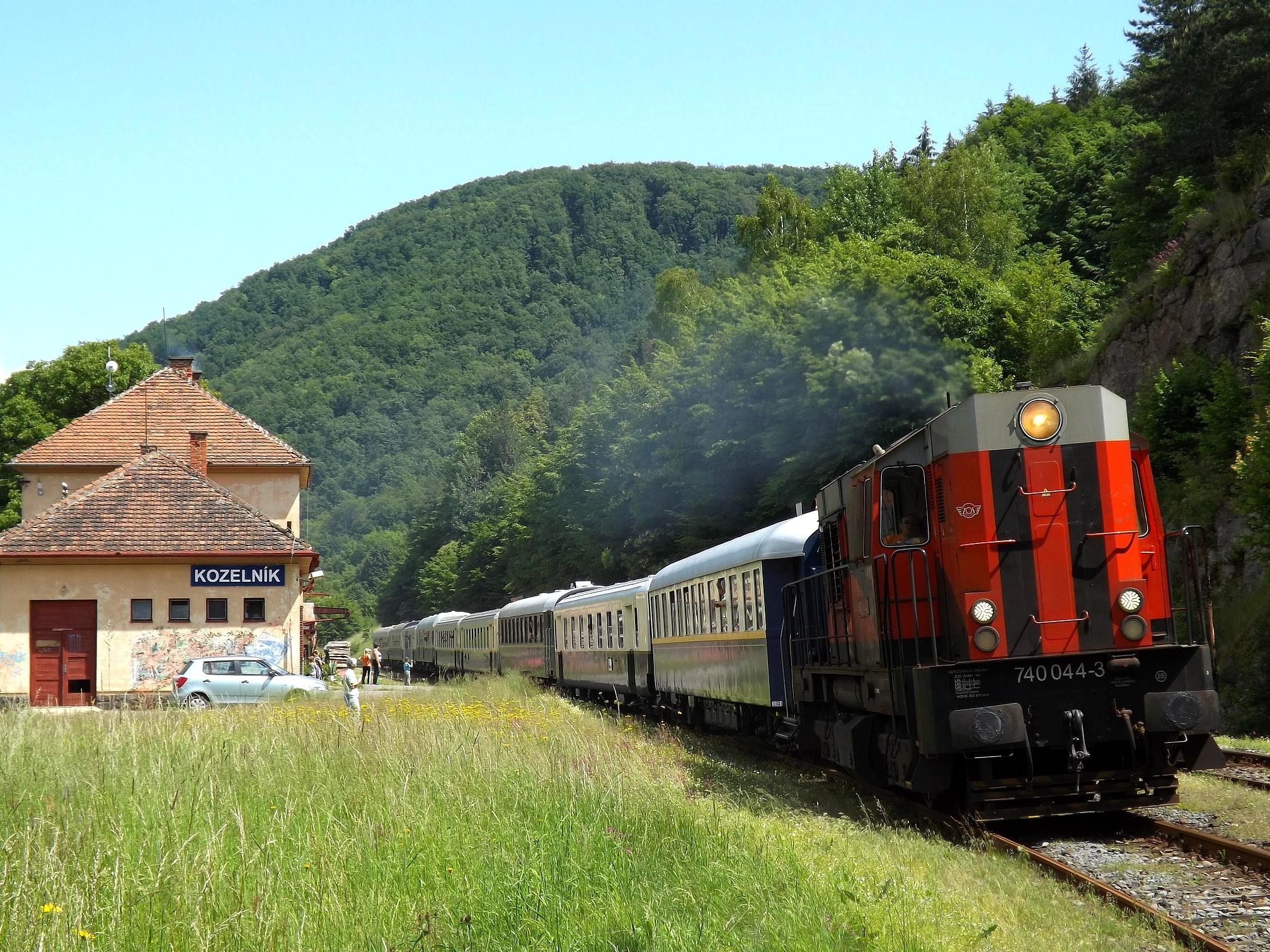
Speciální vlak na stanici Kozelník 8. června 2013.

V roce 2012 Ministerstvo dopravy SR oznámilo, že z ekonomických důvodů zruší osobní dopravu na této trati od 9. prosince 2012. I díky petici místních aktivistů ze srpna 2012, kteří ji spustili po skončení připomínkového řízení k návrhu nového jízdního řádu, ve kterém jejich připomínky a argumenty nebyly vyslyšeny, ministerstvo své rozhodnutí změnilo. Petici za 44 dní podepsalo 14 762 občanů a na ministerstvo byla doručena v září 2012. V roce 2012 se také banskoštiavnická samospráva obrátila na památkáře se žádostí o zápis Tratě mládeže do rejstříku národních kulturních památek. Aktivisté upozorňovali, že nový grafikon (zrušení dvou nejvytíženějších spojů) na rok 2013 a zrušení návaznosti na rychlíky v Hronské Dúbravě odřízlo turisty i studenty a rozhodně nebylo záchranou tratě. Trať podle odboru komunikace železnic z roku 2012 neřešil ani Cílový grafikon vlakové osobní dopravy GVD 2020 a nebyla zahrnuta ani v Programu revitalizace železničních společností. V roce 2013 Železnice SR plánovaly vyčlenit do roku 2015 na opravu tunelu na Trati mládeže 600 tisíc €.
Od grafikonu platného od prosince 2013 byly některé spoje prodlouženy z Hronské Dúbravy do Zvolena, kde je zajištěn přímý přestup na vlaky do Bratislavy. Eliminace jednoho přestupu funguje i v opačném směru. Na druhé straně podle prodejce lístků dosahovala naplněnost vlaků nízkých hodnot: „Během sledování za 32 dní odjížděl ze sledovaných 64 vypravených vlaků z Banské Štiavnice vlak 9krát prázdný, 11krát si do něj zakoupil lístek jen jeden cestující a 7krát si do něj zakoupili lístek dva lidé.“

## Technické parametry tratě
Úzkokolejná trať nebyla shodná se současnou tratí a její pozůstatky jsou v terénu viditelné dosud. Pro terénní překážky byla její celková délka původně asi o 2 km delší (22 km a 895 m) a to i proto, že vycházela z Hronské Breznice. V Banské Štiavnici měla trať konečnou na Špitálské louce, kde jsou nyní postaveny obytné a rodinné domy. Jedna ze staničních budov se zachovala u tamní základní školy. O historii tohoto místa hovoří už jen název ulice Železničiarska a místní pojmenování Stará stanica.
Trať s horským charakterem (výškový rozdíl 266 metrů) vyžadovala rozsáhlé zemní práce a bylo nutné vybudovat ocelový most přes Hron s rozpětím 2 x 20,18 + 40,37 m, 300 m dlouhý Beliansky a 127 m dlouhý Kozelnícky viadukt, 1 194,5 m dlouhý Banskoštiavnický (Kolpašský) tunel, až 18 m vysoké náspy a zářezy hluboké až 19 m, čímž se trať z Hronské Dúbravy zkrátila z 20,3 na současných 19,731 km. Provoz na trati byl slavnostně zahájen 29. října 1949.
Původně plánované prodloužení tratě do Pukance (přes Štiavnické Bane) a do Hontianských Nemců (přes Svätý Anton) nebylo realizováno.

## Stanice na trati
- Hronská Dúbrava – křižovatka s tratí 150 (Nové Zámky – Zvolen) a 171 (Zvolen - Diviaky), sídlo dispečera (výpravčího) pro řízení zjednodušené vlakové dopravy v úseku Banská Štiavnica – Hronská Dúbrava
- Kozelník
- Banská Belá
- Banský Studenec
- Banská Štiavnica